# Nguyễn Hoàng Ngân
Nguyễn Hoàng Ngân (sinh năm 1984) là một cựu vận động viên và huấn luyện viên Karatedo xuất sắc của Việt Nam. Cô được biết đến là “Nữ hoàng kata” với những đóng góp to lớn cho Karatedo Việt Nam, cả trong sự nghiệp thi đấu và huấn luyện.

## Sự nghiệp

### Vận động viên
Nguyễn Hoàng Ngân bắt đầu tập luyện Karate từ năm 11 tuổi, gia nhập đội tuyển quốc gia Việt Nam năm 1999 và nhanh chóng khẳng định tài năng ở đấu trường quốc tế. Năm 2006, cô trở thành người đầu tiên đưa Karate Việt Nam vào bản đồ huy chương Thế Giới tại Giải vô địch Karate Thế giới, với Huy chương bạc ở nội dung kata cá nhân nữ.
Sau 2 năm tiếp đó, cô đổi màu huy chương Thế giới giành Huy chương vàng tại chính nơi sinh ra môn Karate Nhật Bản tại Giải vô địch Karate Thế giới 2008, ghi dấu ấn lịch sử cho Karate Việt Nam liên tiếp đánh bại Kata nữ Nhật Bản ở nội dung kata cá nhân nữ. 
Năm 2010, cô không chỉ dừng lại ở nội dung cá nhân mà tiếp tục chinh phục chiếc Huy chương bạc cá nhân và Huy chương bạc đồng đội tại Giải vô địch Karate thế giới , nhưng tại đây cô cũng phải dừng chân trước hai trận trung kết do đứt dây chẳng chéo trước gối trái nên đã dừng lại ở hai tấm Huy chuơng bạc tại hai nội dung.  
Trong sự nghiệp thi đấu, Chị còn giành Huy chuơng vàng tại Đại hội Thể thao Thế giới 2009, Huy chương bạc Asian Games 2014, và nhiều huy chương ở các giải đấu quốc tế lớn như Giải Đức mở rộng, SEA Games, và các kỳ vô địch châu Á. Từ 2008 đến 2015, cô du học và huấn luyện tại Nhật Bản, tốt nghiệp cử nhân Giáo dục Thể chất tại Đại học Kokushikan.

### Huấn luyện viên
Trở về Việt Nam, Nguyễn Hoàng Ngân giữ vai trò huấn luyện viên trưởng đội tuyển kata nữ quốc gia từ năm 2015. Dưới sự dẫn dắt của cô, đội tuyển giành Huy chương vàng ở 4 kỳ SEA Games liên tiếp (2017–2023) và Huy chương vàng đồng đội nữ tại Asian Games 2023, lần đầu tiên trong lịch sử KATA Karate Việt Nam. Với những đóng góp không ngừng nghỉ, cô được vinh danh là Huấn luyện viên xuất sắc của năm, Công dân ưu tú thủ đô, và nhận ba Huân chương Lao động hạng Ba.

### Quá trình công tác
Tháng 10 năm 2024, cô chuyển công tác sang Học viện Ngoại giao Việt Nam, đảm nhận vai trò Chuyên viên quản lý Giáo dục thể chất, đánh dấu một bước ngoặt trong sự nghiệp. Mặc dù không còn trực tiếp huấn luyện, cô vẫn giữ vai trò thành viên Ủy ban Vận động viên Karatedo Thế giới và Ủy ban Tổ chức Liên đoàn Karatedo Thế giới, tiếp tục đóng góp cho sự phát triển của Karate toàn cầu.
Nguyễn Hoàng Ngân là biểu tượng của sự bền bỉ và cống hiến, góp phần nâng tầm Karate Việt Nam trên đấu trường quốc tế.

## Thành tích
| Huy chương | Thời gian      | Nội dung        | Hạng    | Giả đấu                           | Chủ nhà                     |
| ---------- | -------------- | --------------- | ------- | --------------------------------- | --------------------------- |
| Bạc        | tháng 5, 2005  | Kata cá nhân nữ | Seniors | Giải vô địch Karate châu Á 2005   | Ma Cao, Ma Cao              |
| Bạc        | tháng 10, 2006 | Kata cá nhân nữ | Seniors | Giải vô địch Karate Thế giới 2006 | Tampere, Phần Lan           |
| Bạc        | tháng 12, 2006 | Kata cá nhân nữ | Seniors | Đại hội Thể thao châu Á 2006      | Doha, Qatar                 |
| Bạc        | tháng 12, 2007 | Kata cá nhân nữ | Seniors | Đại hội Thể thao Đông Nam Á 2007  | Nakhon Ratchasima, Thái Lan |
| Vàng       | tháng 11, 2008 | Kata cá nhân nữ | Seniors | Giải vô địch Karate Thế giới 2008 | Tokyo, Nhật Bản             |
| Vàng       | tháng 6, 2009  | Kata cá nhân nữ | Seniors | Đại hội thể thao thế giới 2009    | Cao Hùng, Đài Loan          |
| Bạc        | tháng 10, 2010 | Kata cá nhân nữ | Seniors | Giải vô địch Karate Thế giới 2010 | Beograd, Serbia             |
| Bạc        | tháng 7, 2013  | Kata cá nhân nữ | Seniors | Đại hội thể thao thế giới 2013    | Cali, Colombia              |